# Juan de Segovia (obispo)
Juan de Segovia (? - Toledo. 29 de septiembre de 1166) fue un eclesiástico castellano, que ocupó los cargos de obispo de Segovia y arzobispo de Toledo.
Natural de la ciudad de Segovia, fue promovido para ocupar la silla episcopal de su diócesis para suceder a Pedro de Agén, en el año 1149. Desde su inicio en el mandato recibió el favor real; así, el rey Alfonso VII el Emperador y su hijo Sancho III de Castilla le hicieron donación del lugar de Pozuelo de Belmonte, y el primero en 1150 le donó el castillo de Cervera, entre Rivas y Alcalá de Henares. Además, en su tiempo se pobló la villa de Mejorada del Campo, entonces de propiedad episcopal.
Por muerte de Raimundo de Toledo, fue promovido como arzobispo de Toledo en 1152, desde donde continuó recibiendo mercedes por parte del rey.
| Predecesor: Pedro de Agén      | Obispo de Segovia 1149 - 1151   | Sucesor: Vicente   |
| Predecesor: Raimundo de Toledo | Arzobispo de Toledo 1152 - 1166 | Sucesor: Cerebruno |